# ایتسا فون لنکفی
ایتسا فون لنکفی (مجاری: Ica von Lenkeffy؛ ۲۵ اکتبر ۱۸۹۶ – ۲۵ ژانویه ۱۹۵۵) بازیگر اهل مجارستان بود.
از فیلم‌ها یا برنامه‌های تلویزیونی که وی در آن نقش داشته‌است، می‌توان به اتلو و چتر سنت پیتر اشاره کرد.